# Bój pod Górą Świętej Małgorzaty
Bój pod Górą Świętej Małgorzaty – walki 17 Wielkopolskiej Dywizji Piechoty w kampanii wrześniowej; część bitwy nad Bzurą (I faza).

## Sytuacja ogólna

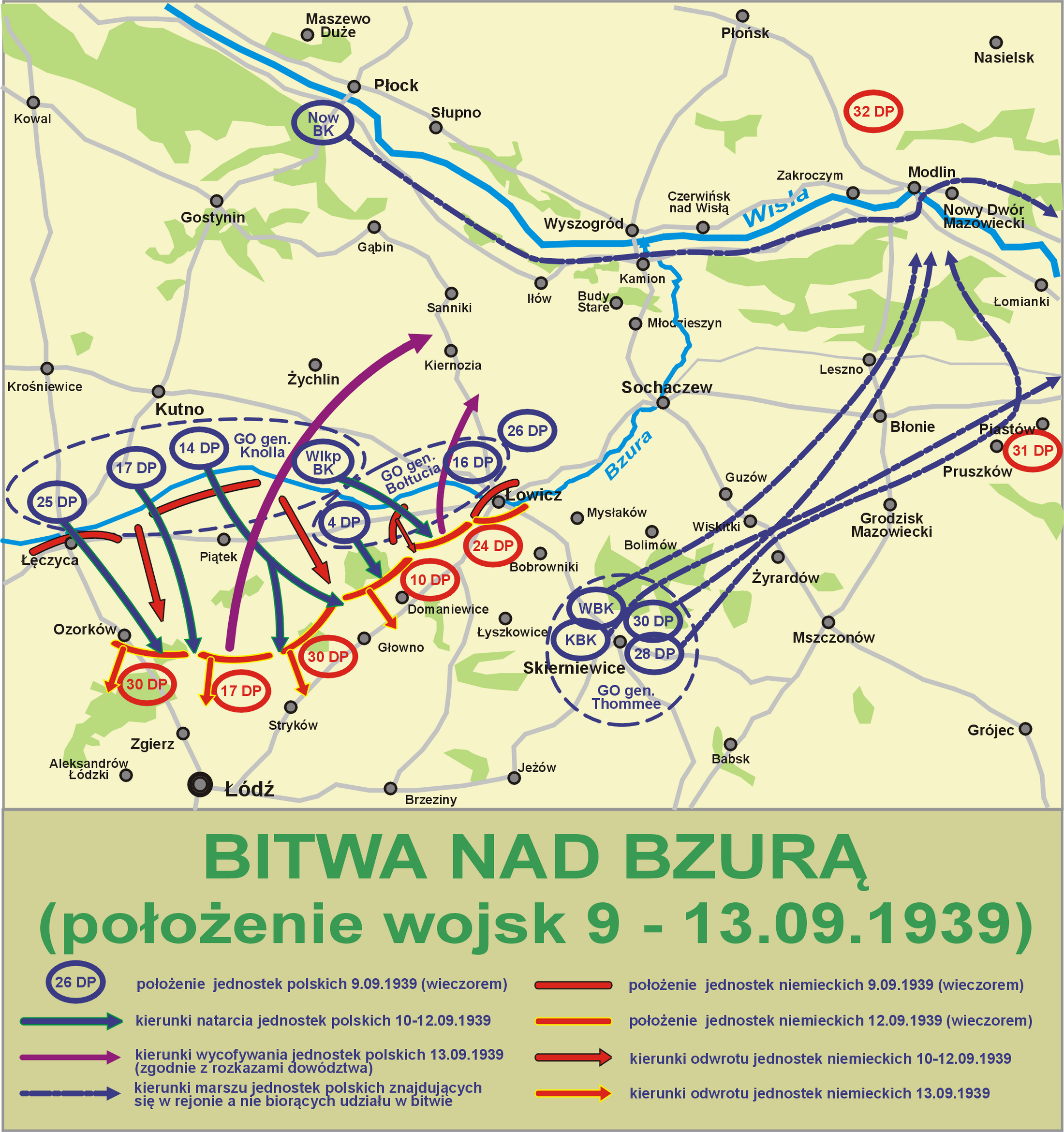

5 września Naczelny Wódz zarządził ogólny odwrót wojsk polskich na linię Narwi, Wisły i Sanu. Późnym wieczorem 6 września związki taktyczne Armii „Poznań” rozpoczęły odwrót w kierunku Warszawy. Obawiano się, że niemieckie dywizje zmotoryzowane szybciej osiągną linię Wisły i zablokują wojska Armii „Poznań” i „Pomorze” na zachód od rzeki. 9 września rozpoczęła się największa bitwa kampanii wrześniowej – bitwa nad Bzurą. W jej pierwszej fazie jednostki polskie zaatakowały z powodzeniem maszerującą wzdłuż prawego brzegu Bzury niemiecką 30 Dywizję Piechoty.

Grupa Operacyjna gen. Knolla-Kownackiego  uderzyła na kierunku wiodącym przez Krośniewice do Brzezin. 25 Dywizja Piechoty miała opanować Łęczycę, a następnie wyjść w rejon Ozorkowa, 17 Dywizja Piechoty po opanowaniu linii: Marynki, Michałowice, Sługi, ruszyć miała dalej w kierunku Celestynowa, a 14 Dywizja Piechoty opanować miała przedmościa w rejonie Balków i Goślub.

## Walki 17 DP

### Forsowanie i natarcie

Bitwa nad Bzurą (9 września)

Rano 9 września dowódca 17 Dywizji Piechoty płk dypl. Mieczysław Mozdyniewicz (bez 69 pułku piechoty) otrzymał z dowództwa Grupy Operacyjnej gen. Knolla-Kownackiego zadanie uderzenia na zgrupowanie niemieckiej 30 Dywizji Piechoty.
Po południu 9 września oddziały 17 DP zajęły podstawy wyjściowe do natarcia:
- zgrupowanie dowódcy 68 pułku piechoty w składzie 8 batalion strzelców w rejonie Rybitwy, 5/17 pal w kolonii Kuchary, III/68 pp w rejonie Węglewic, I/68 pp jako drugi rzut i II/17 pal w kolonii Kuchary,
- zgrupowanie dowódcy 70 pp: 3/70 pp w rejonie dworu Nędzew, pozostałość 70 pp na południe od Witoni, I/17 pal na SO w rejonie Przyłogi–Nędzerzew–Krokorczyce,
- artyleria ogólnego działania (17 dac) – na północ od kolonii Kuchary.

Oba zgrupowania ruszyły  do działania około 17:00 i początkowo nie napotykały oporu wojsk niemieckich. Po przeprawieniu się przez Bzurę, rozpoczęło się artyleryjskie przygotowanie ataku. III batalion 68 pp po sforsowaniu Bzury osiągnął północną część Orszewic. Tu został wzmocniony 6/17 pułku artylerii lekkiej. Około 19:00  batalion otrzymał zadanie uderzyć na Orszewice, wyrzucić stamtąd Niemców, a następnie nacierać dalej przez Podgórzyce w kierunku na Górę Świętej Małgorzaty. Około godz. 21:30 czoło batalionu osiągnęło południową część Orszewic. Zmasowany ogień niemieckiej broni maszynowej i moździerzy spowodował zatrzymanie batalionu; wywołał także panikę w jego szeregach. Uciekających powstrzymali dopiero na przeprawie dowódca 68 pp płk Adolf Nykulak i dowódca dywizji płk Mieczysław Mozdyniewicz. III batalion wrócił na plac boju, przez Podgórzyce uderzył na Niemców, by o 23:00 zdobyć Górę Świętej Małgorzaty.
Tymczasem 8 batalion strzelców, wspierany przez 5/17 pal, zdobył Michałowice i wschodnią część Marynek bronionych przez niemiecki II/46 pułku piechoty i pozostał tam przez noc. Stanowiący drugi rzut I/68 pp, po przekroczeniu Bzury, ześrodkował się w Orszewicach, z zadaniem ubezpieczenia pułku z kierunku Brysek.
Lewoskrzydłowy 70 pułk piechoty o 17:00 przeprawił się III batalionem do Rogulic. Maszerując w kierunku na Sługi, o 21:00 zdobył je. Ostrzeliwany z Głupiejewa i Janowa pozostał na noc w Sługach. Jego I batalion przeszedł około 21:00 przez Bzurę i ześrodkował się w Rogulicach, a II/70 pp w rejonie Zali. Jeszcze przed północą przerzucono przez Bzurę do rejonu Orszewic II/17 pal, a odwodowy 5 batalion ckm podciągnięto bliżej rzeki do kolonii Węglewice.
Późnym wieczorem wysunięte na przedpole patrole rozpoznawcze 68 i 70 pp meldowały o istnieniu silnej obrony niemieckiej na linii Gaj–Bryski–dwór Karsznice. W rzeczywistości był tam niemiecki II/6 pułku piechoty oraz część szwadronu kolarzy z oddziału rozpoznawczego 30 Dywizji Piechoty.
Nie znając położenia sąsiadów (25 DP i 14 DP), dowódca 17 DP płk Mozdyniewicz zdecydował się przerwać natarcie. 68 pułk piechoty miał zorganizować obronę rejonu Góry Św. Małgorzaty, a 70 pp utrzymać Sługi. Pozostałe oddziały pod osłoną nocy miały przejść na południowy brzeg Bzury.
Wykonując rozkaz płk. Mozdyniewicza, l/17 pal około 1:00 dotarł do rejonu Zagaja Starego. Także  w Zagaju Starym stanął 5 batalion ckm, 17 dac, dywizyjna kompania kolarzy, kawaleria dywizyjna i kompania czołgów rozpoznawczych. Sztab dywizji rozwinął się w Górze Św. Małgorzaty. Około 2:00 dowódca 68 pp otrzymał wiadomość o odejściu nieprzyjaciela z Marynek. W tej sytuacji nakazał przejść 8 batalionowi strzelców do Podgórzyc i nawiązać kontakt taktyczny z III/68 pp. Do przodu przesunęła się także  artyleria.

### Przełamanie i pościg

Bitwa nad Bzurą (10 września)

W celu poprawy położenia dowódca dywizji nakazał o świcie 10 września wznowić natarcie batalionom 70 pułku piechoty i zdobyć Bryski i Stary Gaj. W ten sposób pułk miał stanąć na równej wysokości z 68 pułkiem piechoty, którego III batalion zajmował Górę Świętej Małgorzaty. O 6:00 III/70 pp uderzył ze Sług na Stary Gaj. Dzięki skutecznemu wsparciu I/17 pal, 8 i 9 kompania opanowała Stary Gaj, a 7 kompania, wspólnie z kompanią 55 pułku piechoty, zajęła Głupiejew i wzgórze 113,8.
Po uchwyceniu Starego Gaju dowódca pułku na tym kierunku wprowadził odwodowy II batalion, który zdobył Moraków. W tym czasie I/70 pp uchwycił Bryski, następnie Karsznice, po czym nacierał na Śladków Podleśny. Przełamując obronę niemiecką, 70 pp wyszedł na równą wysokość z III/68 pułku piechoty.
Broniący zachodniej części Podgórzyc 8 batalion strzelców z 4/17 pal odrzucił Niemców, którzy cofali się przed uderzającym 56 pułkiem piechoty. Odeszli oni ostatecznie w kierunku południowo-zachodnim, na Dzierzbiętów. Po odparciu Niemców 8 bs ruszył przez Ambrożew na Boczki. Na południowym skraju Ambrożewa został zatrzymany silnym ogniem broni maszynowej prowadzonym z dworu Tymienica i przystąpił do organizowania obrony.
W południe dowódca 17 DP polecił rozpocząć pościg w kierunku południowym:
- 70 pułk piechoty miał opanować odcinek szosy Piątek–Zgierz w rejonie Gieczna;
- oddział rozpoznawczy mjr. Władysława Szczerbika[c], działając po osi Karsznice–Sładków Podleśny–Sładków Rozlazły–Gieczno, miał ubezpieczyć lewe skrzydło dywizji i nawiązać łączność z oddziałami 14 Dywizji Piechoty;
- 68 pułk piechoty, z II/17 pal, ubezpieczany od czoła dywizyjną kompanią kolarzy, miał maszerować po osi Góra Świętej Małgorzaty–Skotniki–Małachowice, a podlegający mu 8 batalion strzelców – z Ambrożewa przez folwark Boczki–Czerchów na Sokolniki.

W południe do pościgu ruszyły bataliony 68 pułku piechoty. III/68 pp z 5/17 pal przez Kosin–Chrapków na Skotniki, a I/68 pp z 4 i 6 baterią 17 pal z Góry Św. Małgorzaty przez dwór Karsznice–Karsznice w kierunku skraju lasu na północ od Skotnik. Spóźniony ogień ześrodkowany niemieckich II/58 pac i II/66 pac skoncentrowany na Górze Św. Małgorzaty i Orszewicach nie był co prawda skuteczny wobec polskiej piechoty, ale wyrządził znaczne szkody w szeregach III dywizjonu 17 pal. Realizując pościg, zwiadowcy II/17 pal wykryli kolumnę niemieckich samochodów pancernych przemieszczających się z Leśmierza na Skotniki. Dowódca dywizjonu mjr Alojzy Krannerwetter rozwinął swoje baterie do strzelania. Z niewyjaśnionych powodów, jedynie 6 bateria kpt. Ludwika Głowackiego ostrzelała nieprzyjacielską kolumnę. 4 samochody zniszczono, reszta wycofała się przez Małachowice do Modlnej i dworu Sokolniki. Około 15.00 Polacy zajęli dwór Skotniki. Tam dowódca pułku płk Nykulak sprecyzował zadanie III batalionowi. Wzmocniony plutonem artylerii piechoty i 6/17 pal kontynuować miał pościg na Małachowice. W czasie przygotowania do natarcia kompania ckm wykonała napad ogniowy na miejscowość. Brak rozeznania w sytuacji dowódcy pułku, ale i też słabe rozpoznanie celów przez kompanię ckm, doprowadziło do bratobójczego ognia i porażenia dywizyjnej kompanii kolarzy. Zdezorientowana kompania zaczęła wycofywać się z Małachowic na Skotniki. 
Około 16:00, nacierający ze Śladkowa Podleśnego I/70 pp uległ niemieckiemu kontratakowi i odrzucony został na podstawy wyjściowe, odsłaniając tym samym skrzydło 68 pp. Nie zważając na niepowodzenie sąsiada, III/68 pp ruszył do przodu i wszedł do Małachowic. Tutaj  zatrzymał go silny ogień nieprzyjaciela prowadzony z trzech kierunków. Jednocześnie Niemcy podciągnęli w rejon walk część 95 pułku piechoty. Kryzys zażegnano dzięki wsparciu artylerii, która obezwładniła gniazda ckm. 6/17 pal rozbiła także nadchodzącą od strony Sokolnik kolumnę piechoty, a następnie odparła boczne uderzenie kompanii czołgów, idące na Małachowice ze Śladkowa Górnego. Odrzuciwszy przeciwnika z rejonu Małachowic na Modlną, mjr Wojciech Krajewski obsadził jedną kompanią Małachowice, a gros batalionu wysunął do przodu i zajął Modlną i Probostwo. Od tego momentu wsparcie ogniowe dawała dodatkowo 4/17 pal kpt. dypl. Bolesława Lewińskiego.
8 batalion strzelców, z plutonem konnych zwiadowców 68 pułku piechoty, wyruszył do walki w kierunku na Czerchów dopiero po opanowaniu przez 68 pp dworu Skotniki. Na przedpolu Czerchowa zatrzymał go czołowy ogień niemieckiej piechoty. Jednocześnie od strony Opalanki zaatakowało go 6 czołgów niemieckiego I/23 pułku czołgów. 1 i 2 kompania polskiego batalionu wycofała się i zajęła pozycje obronne przy drodze na wschód od Czorchowa; reszta batalionu odskoczyła w kierunku Skotnik.
Wykonując rozkaz o pościgu, dowódca 70 pułku piechoty ppłk Alfred Konkiewicz swój I batalion mjr. Juliana Siedleckiego, wzmocniony 1/17 pal kpt. Ludomira Kiesewettera, skierował po osi Śladków Podleśny–kolonia Śladków–Grabiszew, II/70 pp mjr. Władysława Legutki ścigać miał nieprzyjaciela z Morakowa przez Mchowice–Śladkówek–Śladków Górny na Brachowice, a III/70 pp mjr. Stanisława Michno z Starego Gaju przez Czerników–Sypin–Borowiec na Wypychów.
I/70 pp  osiągnął około 16:00 wzgórze 123.0. Tu uderzyła na niego kompania z niemieckiego 23 pułku czołgów wspierana ogniem artylerii. Batalion ze znacznymi stratami zawrócił do Śladkowa Podleśnego. Stąd, przy wsparciu ogniowym 1/17 pal, wznowił natarcie i przed zmierzchem wyszedł na wysokość wzgórza 123 i podjął walkę ogniową z niemieckim III/95 pp oraz oddziałem rozpoznawczym 17 DP. W tym czasie III/70 pp bez większych przeszkód zajął północną część Wypychowa.
Największy sukces w tym dniu odniósł oddział pancerny mjr. Władysława Szczerbika. Około 15:30 dotarł on do Borowca, skąd wysłał 72 kompanię czołgów rozpoznawczych do Sypina. Kompania bardzo szybko uchwyciła odcinek szosy w rejonie Sypina i tym samym przecięła przeciwnikowi drogę odwrotu. Reszta oddziału, tj. kawaleria dywizyjna, uderzyła na las Gieczno, całkowicie zaskakując, będący na stanowiskach ogniowych, niemiecki dywizjon artylerii ciężkiej. Zdobyto 12 haubic 150 mm, 4 wozy amunicyjne, 4 ckm oraz wzięto do niewoli kilku jeńców.
Dowództwo 17 DP cały dzień stało w Górze Św. Małgorzaty. Płk Mozdyniewicz nie miał dokładnych informacji dotyczących położenia sąsiadów. Także brak rozkazów z dowództwa grupy operacyjnej, a także zmęczenie żołnierzy spowodowało, że dowódca dywizji nie zdecydował się na wprowadzenie do działań odwodowego 69 pułku piechoty i nakazał przerwać pościg, dając tym samym przemęczonym oddziałom czas na odpoczynek i uporządkowanie szyków.